# Daniel Witzke
Daniel Witzke (* 1971 in Duisburg) ist ein deutscher Schauspieler, Sänger, Regisseur und Musicalproduzent.

## Leben
Witzke erhielt eine Ausbildung zum Schauspieler und Sänger am Konservatorium der Stadt Wien, an der Stage School Hamburg und bei Noelle Turner an der Folkwang Hochschule in Essen. Seine Theaterlaufbahn führte ihn seit Anfang der 1990er-Jahre u. a. an die Hamburgische Staatsoper, die Staatsoper Wien, zum Spoleto Festival USA in Charleston, zur Ruhrtriennale und auf die Seebühne der Bregenzer Festspiele.
Er war der Künstlerische Leiter der Disney-Produktion Aida am Colosseum Theater in Essen und inszenierte u. a. die Produktionen Don Juans zweite Frau, Heirat' mich ein bisschen, Freut Euch des Lebens, Is Someone Out There?!, Elegies For Angels, Punks and Raging Queens und die deutschen bzw. deutschsprachigen Erstaufführungen von Die letzten 5 Jahre, Songs For a New World und Dezemberlieder in Wien, Hamburg, Essen, Wuppertal, Wetzlar und Neu-Ulm. 
Weiterhin ist er im deutschsprachigen Raum als Dozent für Liedinterpretation und Audition-Techniken tätig. 2006 gründete er die BIG FISH Theatre Productions und widmete sich mit dieser primär dem Aufbau einer deutschsprachigen Off-Broadway-Kultur. 
Im Jahre 2009 inszenierte Witzke am AuGuSTheater Neu-Ulm die Kriminalkomödie Die neununddreißig Stufen von John Buchan und Alfred Hitchcock und die Musical-Fieber-Jubiläumstournee presented by Aktiv Event Ltd.
Witzke war Regisseur der Schinderhannes Festspiele 2010 in Simmern/Hunsrück und sorgte in dieser Funktion für die szenische Umsetzung des Musicals Julchen (UA) von Michel Becker und Carsten Braun. Am 10. April 2011 feierte seine neue My-Fair-Lady-Produktion für den Club ALDIANA Makadi Bay in Hurghada, Ägypten, Premiere.
Im August 2011 inszenierte Witzke am San Luis Obispo Little Theatre in San Luis Obispo, CA, USA, einen von ihm selbst initiierten und zusammen gestellen Konzertabend unter dem Titel Reach the Sky - An Evening of Songs by Broadway's future Songwriters. Premiere war am 5. September 2011. Von September bis Dezember 2011 war er als Regisseur und Theatermanager für die Berliner Firma TUI Cruises tätig.
Daniel Witzke war in der Spielzeit 2012/13 Regiemitarbeiter am Opernhaus von Seattle. In den letzten Jahren hat Daniel Witzke über ein Dutzend Opern- und Musicalproduktionen in den USA auf die Bühne gebracht, u. a. Ariadne auf Naxos für die Palm Beach Opera, My Fair Lady für die Charlottesville Opera und Die Zauberflöte für die Opera Colorado. Daniel Witzke ist über seine Tätigkeit als Regisseur hinaus ein international tätiger Karriere- und Schauspielcoach für junge Sänger, Künstlermanager, Übersetzer und Lyriker.
In der Spielzeit 2017/18 war Daniel Witzke Leiter der szenischen Einstudierung am Aalto-Theater in Essen.